# Alessandro Circati
Alessandro Circati (Fidenza, 10 ottobre 2003) è un calciatore italiano naturalizzato australiano, difensore del Parma e della nazionale australiana.

## Biografia
Nato a Fidenza, Circati è cresciuto a Perth dove il padre Gianfranco, calciatore professionista, giocò per alcuni anni e si stabilì definitivamente al termine della carriera.

## Caratteristiche tecniche
È un difensore centrale, di piede destro, reattivo e dotato di senso dell'anticipo. Si distingue anche per una buona gestione della palla, oltre ad avere una spiccata personalità.

## Carriera

### Club
Gli inizi e il Parma
Circati è cresciuto nel settore giovanile del Perth Glory; nel febbraio 2021 è stato tesserato dal Parma e inserito nella squadra Primavera. Già nella stagione 2021-2022, Circati viene aggregato alla prima squadra, debuttando nel campionato di Serie B. Nonostante la giovane età, a fine stagione realizzerà anche due assist in 6 presenze.
Nella stagione successiva entra stabilmente nelle rotazioni del nuovo allenatore Fabio Pecchia, totalizzando 14 presenze e attirando le attenzioni del commissario tecnico australiano Graham Arnold.
Nella stagione 2023-2024 guadagna il posto da titolare e realizza la prima rete da professionista che fissa il definitivo pareggio di Parma-Sampdoria 1-1. Nella stessa stagione riesce a conquistare la promozione in Serie A contribuendo alla vittoria del campionato di Serie B.
Il 17 agosto 2024, debutta in Serie A in occasione del match pareggiato per 1-1 contro la Fiorentina. Nel settembre dello stesso anno, riporta la rottura del legamento crociato anteriore del ginocchio sinistro durante un allenamento. Il 18 maggio 2025, a quasi otto mesi dall'infortunio, ritorna in campo nell'incontro pareggiato per 0-0 contro il Napoli, valido per la 37ª giornata di campionato.

### Nazionale
Fra il 2022 e il 2023 Circati ha partecipato ad alcuni raduni con la nazionale italiana Under-20. Nel settembre del 2023 è stato convocato dalla nazionale maggiore australiana, debuttando da titolare in Australia-Nuova Zelanda del 17 ottobre 2023 giocata al Gtech Stadium di Brentford.

## Statistiche

### Presenze e reti nei club
Statistiche aggiornate al 25 maggio 2025.
| Stagione        | Squadra         | Campionato      | Campionato | Campionato | Coppe nazionali | Coppe nazionali | Coppe nazionali | Coppe continentali | Coppe continentali | Coppe continentali | Altre coppe | Altre coppe | Altre coppe | Totale | Totale |
| Stagione        | Squadra         | Comp            | Pres       | Reti       | Comp            | Pres            | Reti            | Comp               | Pres               | Reti               | Comp        | Pres        | Reti        | Pres   | Reti   |
| --------------- | --------------- | --------------- | ---------- | ---------- | --------------- | --------------- | --------------- | ------------------ | ------------------ | ------------------ | ----------- | ----------- | ----------- | ------ | ------ |
| 2021-2022       | Parma           | B               | 6          | 0          | CI              | 0               | 0               | -                  | -                  | -                  | -           | -           | -           | 6      | 0      |
| 2022-2023       | Parma           | B               | 14+1       | 0          | CI              | 2               | 0               | -                  | -                  | -                  | -           | -           | -           | 17     | 0      |
| 2023-2024       | Parma           | B               | 29         | 1          | CI              | 3               | 0               | -                  | -                  | -                  | -           | -           | -           | 32     | 1      |
| 2024-2025       | Parma           | A               | 6          | 0          | CI              | 1               | 0               | -                  | -                  | -                  | -           | -           | -           | 7      | 0      |
| Totale Carriera | Totale Carriera | Totale Carriera | 55+1       | 1          |                 | 6               | 0               |                    | -                  | -                  |             | -           | -           | 62     | 1      |

### Cronologia presenze e reti in nazionale
| Cronologia completa delle presenze e delle reti in nazionale ― Australia | Cronologia completa delle presenze e delle reti in nazionale ― Australia | Cronologia completa delle presenze e delle reti in nazionale ― Australia | Cronologia completa delle presenze e delle reti in nazionale ― Australia | Cronologia completa delle presenze e delle reti in nazionale ― Australia | Cronologia completa delle presenze e delle reti in nazionale ― Australia | Cronologia completa delle presenze e delle reti in nazionale ― Australia | Cronologia completa delle presenze e delle reti in nazionale ― Australia |
| Data                                                                     | Città                                                                    | In casa                                                                  | Risultato                                                                | Ospiti                                                                   | Competizione                                                             | Reti                                                                     | Note                                                                     |
| ------------------------------------------------------------------------ | ------------------------------------------------------------------------ | ------------------------------------------------------------------------ | ------------------------------------------------------------------------ | ------------------------------------------------------------------------ | ------------------------------------------------------------------------ | ------------------------------------------------------------------------ | ------------------------------------------------------------------------ |
| 17-10-2023                                                               | Brentford                                                                | Australia                                                                | 2 – 0                                                                    | Nuova Zelanda                                                            | Amichevole                                                               | -                                                                        |                                                                          |
| 11-6-2024                                                                | Perth                                                                    | Australia                                                                | 5 – 0                                                                    | Palestina                                                                | Qual. Mondiali 2026                                                      | -                                                                        |                                                                          |
| 5-9-2024                                                                 | Gold Coast                                                               | Australia                                                                | 0 – 1                                                                    | Bahrein                                                                  | Qual. Mondiali 2026                                                      | -                                                                        | 68’                                                                      |
| 10-9-2024                                                                | Giacarta                                                                 | Indonesia                                                                | 0 – 0                                                                    | Australia                                                                | Qual. Mondiali 2026                                                      | -                                                                        |                                                                          |
| 5-6-2025                                                                 | Perth                                                                    | Australia                                                                | 1 – 0                                                                    | Giappone                                                                 | Qual. Mondiali 2026                                                      | -                                                                        |                                                                          |
| Totale                                                                   |                                                                          | Presenze                                                                 | 5                                                                        |                                                                          | Reti                                                                     | 0                                                                        |                                                                          |

## Palmarès

### Club
- Campionato italiano di Serie B: 1

Parma: 2023-2024